# Préadolescence

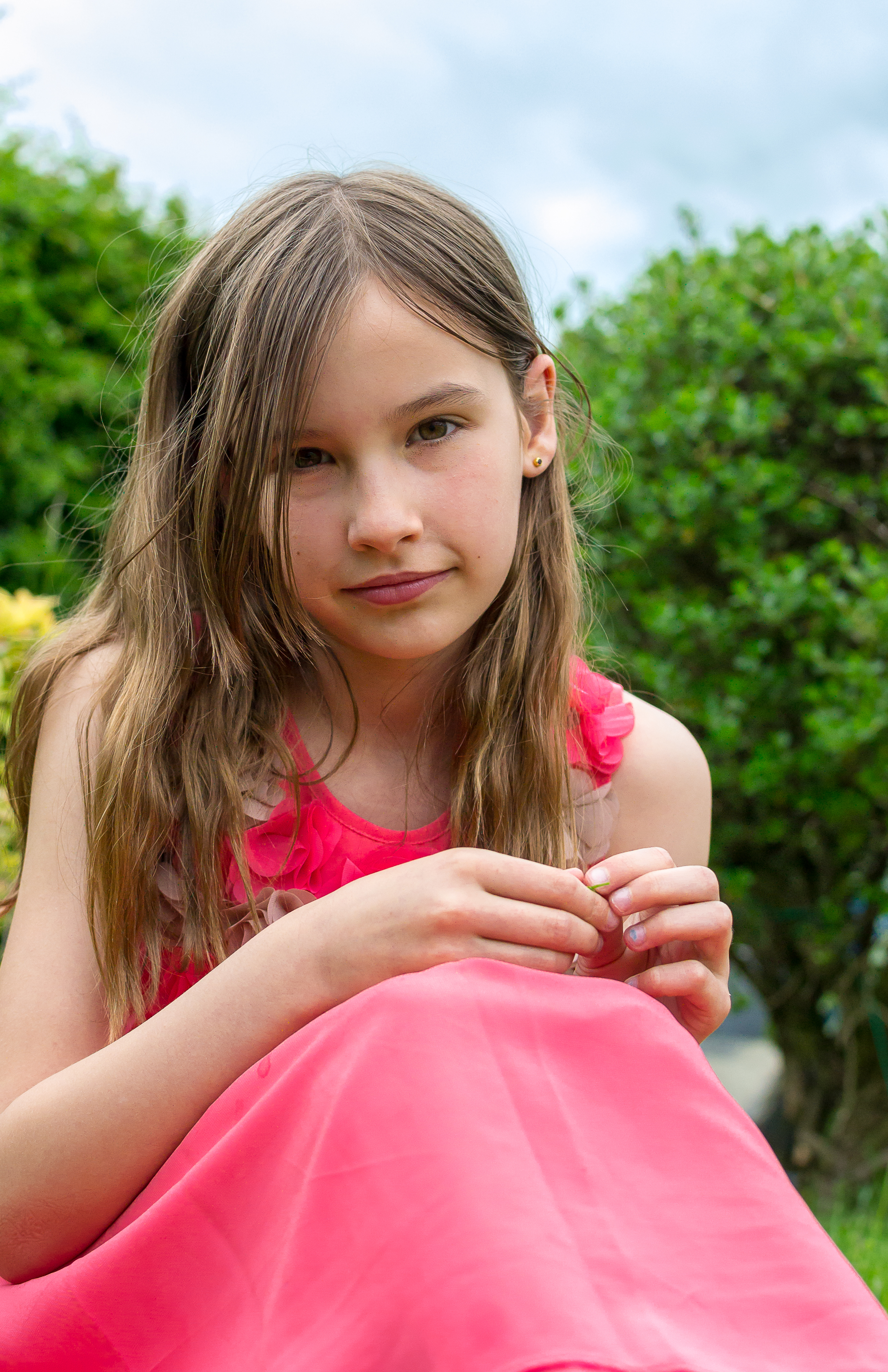
Une préadolescente le jour de ses 9 ans.

La préadolescence est une phase du développement humain qui marque une transition entre l'enfance et l'adolescence. Elle correspond généralement au début de la puberté, bien qu'elle soit décrite à des âges imprécis, entre 11
et 14 ans ou bien la fin de l'école primaire. Le concept naît aux États-Unis sous le nom tween, un concept marketing repris plus tard par la psychologie. Lors de la préadolescence, l'enfant commence à posséder des objets de valeur (vêtements de marque, smartphone) et à demander plus d'autonomie à sa famille, tout en ayant encore des besoins affectifs enfantins. Il effectue aussi des transgressions.
Le fait que le concept soit inventé pour le marketing puis repris par des sciences humaines, et non l'inverse, et qu'il n'ait aucune valeur médicale ou biologique lui vaut des critiques. Des critiques plus philosophiques portent sur la volonté de réduire le concept d'enfance par des catégories toujours plus précises.

## Historique
Le concept de préadolescence naît aux États-Unis dans les années 1940. Elle n'a pas de valeur médicale, qui préfère le concept de prépuberté. Il s'agit essentiellement d'un concept de marketing avec le concept de tween,, un mélange en anglais des termes teen (adolescent) et between (entre). En français, on lui substitue parfois les termes de prime adolescence ou d'adonaissance par François de Singly. Il est rapidement repris par la psychologie comme objet d'étude.
À l'origine, la préadolescence est conçue comme un nouveau segment de marché dont le pouvoir d'achat est de plus en plus important et dont les comportements de consommation sont très spécifiques. À partir de la fin des années 1990, la préadolescence devient un sujet sociologique en Europe, ainsi qu'une cible marketing pour des vêtements, accessoires, soins du corps, médias, nouvelles technologies numériques et loisirs culturels.

## Caractéristiques

### Temporalité
La préadolescence s'applique, comme l'adolescence, avec des limites d'âge très arbitraires et instables d'un analyste à un autre. Elle peut s'appliquer selon les définitions et les usages marketing aux enfants de 9 à 12 ans, de 8 à 13 ans, de 7 à 13 ans, ou encore de 11 à 12 ans, l'adolescence commençant dans le monde anglophone à treize (thirteen) ans.
Dans certains pays, elle correspond plutôt à la fin de l'école primaire, marquant un changement d'activités,.

### Aspects psychologiques
Le préadolescent cherche à s'affirmer et à gagner en liberté, tout en gardant des besoins et habitudes d'enfant,. Cela peut se traduire par une demande d'autonomie, la recherche de sensations fortes ou des phases d'opposition envers les adultes de son foyer. La préadolescence est ainsi un prélude aux aspects psychologiques de l'adolescence.
La préadolescence correspond surtout à une période transitoire entre l'enfance et l'adolescence où l'enfant s'identifie aux adolescents mais reste un enfant sur le plan affectif. L'enjeu est donc, pour les parents, de conserver la disponibilité affective et la présence de la figure parentale tout en favorisant de plus en plus l'autonomie des pré-ados, par exemple en les laissant choisir leurs vêtements quotidiens. Cette émancipation a rencontré d'importants obstacles au cours de la pandémie de Covid-19.
Dans la préadolescence et surtout la sortie de l'école primaire, différentes sortes de violences entre enfants ou entre adultes et enfants se voient exacerbées. Le mal-être d'enfants en situation vulnérable est exacerbé : handicap, difficultés sociales, problèmes familiaux ou échecs scolaires ont des conséquences plus graves. La vision du monde devient plus pragmatique : les enfants commencent à rêver de métiers plus classiques et leurs peurs sont aussi ancrées dans le réel : le monstre laisse la place au kidnapping, par exemple. Ils gèrent beaucoup mieux leurs émotions.
Les enfants s'intéressent beaucoup plus à leur corps, devenant plus pudiques et commençant à développer, dans certains cas, des complexes physiques. C'est aussi à cette époque qu'ils ressentent leurs premières attirances amoureuses et, dans certains cas, peuvent se découvrir LGBT (4 hommes gay et 2 lesbiennes sur 10 rapportent en avoir eu conscience avant l'âge de dix ans).

### Aspects sociologiques
La préadolescence est l'âge de l'assouplissement de certaines contraintes familiales, en particulier l'heure du coucher : à partir de 8 ans, les parents conçoivent la possibilité de laisser les enfants se coucher tard le week-end.
Il s'agit de l'âge où l'enfant commence à se déplacer seul dans son environnement. L'enfant tend à idéaliser la mode et l'apparence vestimentaire, s'intéressant beaucoup au shopping et aux marques alors que l'univers de la mode s'éloigne de ses références à partir de 15 ans et de l'entrée dans l'adolescence. Il intègre également des normes sociales d'adultes, entre autres autour du genre et de la sexualité.
La préadolescence marque des nouvelles activités : passage au collège ou anticipation de ce dernier,, fin du jeu imaginaire scénarisé au profil d'un divertissement de groupe. Ces nouvelles activités incluent un élément de transgression, dont la popularité de dessins animés provocants comme Happy Tree Friends, les gros mots ou les expressions issues de films.

### Marketing et commerce
Les préadolescents commencent à posséder leurs propres objets, et de plus en plus souvent un téléphone portable. En 2009, 40 % des enfants de 12 ans en possèdent un. Ils sont à la fois attirés par les produits pour adolescents, notamment les vêtements de marque et les produits technologiques, et par les jouets pour enfants, présentant donc un intérêt commercial pour le marketing générationnel.
Les magazines pour préado s'adressent souvent à une tranche d'âge de 8 à 13 ans : Witch, Petites sorcières, Julie ou encore Astrapi en mixte. Ils incluent des premières questions existentielles, différant en ce point de journaux plus anciens ou tournés vers les enfants.

## Critiques

### Concept flou
Le succès de la catégorie de préadolescence fait question, n'ayant aucune valeur biologique ou sociale et étant essentiellement un concept marketing. Les enfants eux-mêmes se définissent le plus souvent comme enfants ou adolescents, sans utiliser ce terme. Pour les parents, elle peut servir à désigner une adolescence trop précoce qui inquiète les adultes habitués au moment idéal de l'enfance. Si cette transition est banale et prévisible, elle peut cependant causer de l'anxiété pour les parents.

### Critique morale
Le concept de préadolescence est critiqué parce qu'il raccourcit l'enfance et structure les vécus sur un modèle adulte à un âge plus bas.

## Représentations culturelles de la préadolescence

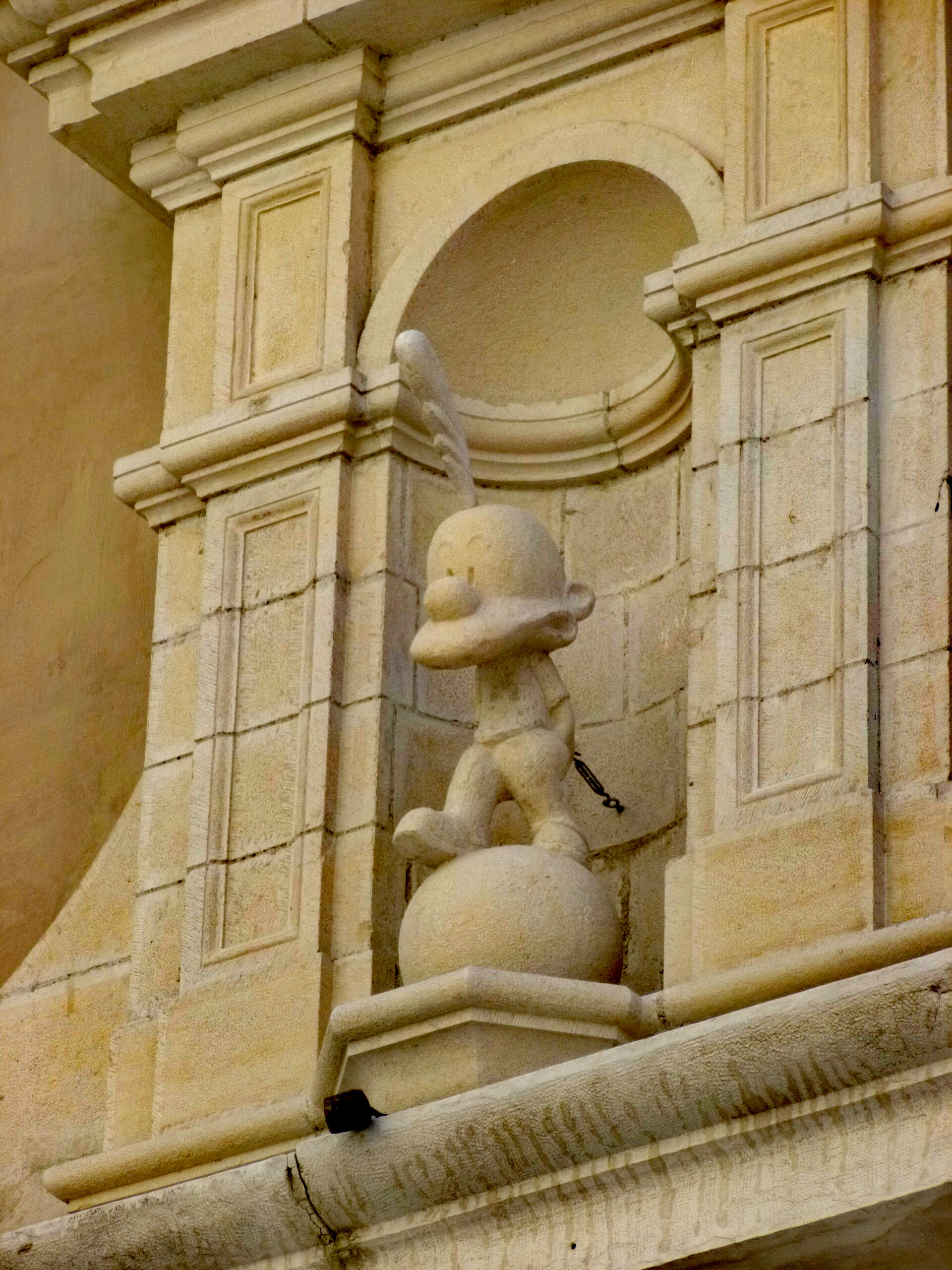
Titeuf est un exemple fictif de pré-adolescent.

De nombreuses œuvres culturelles s'adressent aux jeunes filles préadolescentes et représentent des personnages qui leur ressemblent.
Le personnage de Titeuf est emblématique de la pré-adolescence. Pico Bogue en est aussi un exemple. Chez les filles, la bande dessinée Lou est un autre exemple de préadolescente.